# Raf Rogers
Rafael „Raf Rogers“ Pellerin ist ein kanadischer Schauspieler und Synchronsprecher.

## Leben
Raf Rogers machte sein Dramatic Arts Program Diploma an der Vancouver Academy of Dramatic Arts. Sein Fernsehschauspieldebüt gab er 2004 in einer Episode der Fernsehserie Dead Zone. In den folgenden Jahren konnte er sich durch Besetzungen in Kurzfilmen und als Episodendarsteller als Schauspieler etablieren. 2010 lieh er Spielfiguren im Computerspiel Skate 3 seine Stimme. 2014 spielte er die Rolle des Joel im Katastrophenfernsehfilm Zodiac – Die Zeichen der Apokalypse. Von 2017 bis einschließlich 2018 spielte er die Rolle des Ethan Ridgeman in der Fernsehserie Hailey Dean Mystery. 2019 stellte er in vier Episoden der Fernsehserie Valley of the Boom die Rolle des Sean Alvaro dar. Für die deutsche Synchronfassung lieh ihm Henning Nöhren seine Stimme. 2022 stellte er im Fernsehfilm Heart of the Matter die Rolle des Dr. Manny Gonzales dar.

## Filmografie (Auswahl)
- 2004: Dead Zone (Fernsehserie, Episode 3x09)
- 2005: The Great Retro-Chic Revival (Kurzfilm)
- 2005: Killer Instinct (Fernsehserie, Episode 1x03)
- 2006: Owned (Kurzfilm)
- 2006: Apartment 321 (Kurzfilm)
- 2006: Smallville (Fernsehserie, Episode 6x09)
- 2008: For Your Security (Fernsehserie, Episode 1x01)
- 2008: Girlfriend Experience
- 2009: Love, Anteros (Kurzfilm)
- 2009: Rise 'n Shine Og (Fernsehserie, Episode 1x01)
- 2009: Sanctuary – Wächter der Kreaturen (Sanctuary, Fernsehserie, Episode 2x10)
- 2010: Das A-Team – Der Film (The A-Team)
- 2010: Fringe – Grenzfälle des FBI (Fringe, Fernsehserie, Episode 3x05)
- 2010: B-Line (Kurzfilm)
- 2011: Adventures of the Hunky Pipe-Fitter (Fernsehserie)
- 2011: Finding a Family (Fernsehfilm)
- 2011: Marilyn
- 2013: New Parents (Kurzfilm)
- 2013: Continuum (Fernsehserie, Episode 2x08)
- 2014: Fifty Shades of Grace (Kurzfilm)
- 2014: Zodiac – Die Zeichen der Apokalypse (Zodiac: Signs of the Apocalypse, Fernsehfilm)
- 2014: Fake Coke Ad (Kurzfilm)
- 2014: Once Upon a Time – Es war einmal … (Once Upon a Time, Fernsehserie, Episode 4x08)
- 2015: Phallatography (Kurzfilm)
- 2015: Arrow (Fernsehserie, Episode 4x06)
- 2015: Exposed (Fernsehfilm)
- 2016: iZombie (Fernsehserie, Episode 2x19)
- 2016: Supernatural (Fernsehserie, Episode 11x20)
- 2016: Die Nacht der verrückten Abenteuer (Adventures in Babysitting, Fernsehfilm)
- 2016: Mech-X4 (Fernsehserie, Episode 1x04)
- 2017: Britney Ever After (Fernsehfilm)
- 2017: No Time To Explain (Kurzfilm)
- 2017: A Midsummer Musical (Kurzfilm)
- 2017–2018: Hailey Dean Mystery (Fernsehserie, 4 Episoden)
- 2018: Legends of Tomorrow (DC’s Legends of Tomorrow, Fernsehserie, Episode 3x15)
- 2018: Supergirl (Fernsehserie, Episode 4x03)
- 2019: Valley of the Boom (Fernsehserie, 4 Episoden)
- 2019: Mysterious Mermaids (Fernsehserie, Episode 2x07)
- 2019: The Terror (Fernsehserie, Episode 2x07)
- 2019: Der Weihnachtswettbewerb (It's Beginning to Look a Lot Like Christmas, Fernsehfilm)
- 2020: Cranberry Christmas (Fernsehfilm)
- 2021: Debris (Fernsehserie, Episode 1x03)
- 2021: The Good Doctor (Fernsehserie, Episode 4x19)
- 2021: Batwoman (Fernsehserie, Episode 2x18)
- 2021: The Santa Stakeout (Fernsehfilm)
- 2022: Heart of the Matter (Fernsehfilm)
- 2022: Vancouver: Back to the 90's (Kurzfilm)
- 2022: How Tall Is Jeffrey?

## Synchronisationen (Auswahl)
- 2010: Skate 3 (Computerspiel)
- 2017: Cafe Mephisto (Kurzfilm)